# Filip Hammar
Lars Filip Hammar, född 26 mars 1975 i Köping, Västmanland, är en svensk programledare, författare och journalist, mest känd som ena halvan av duon Filip och Fredrik.

## Biografi

### Bakgrund

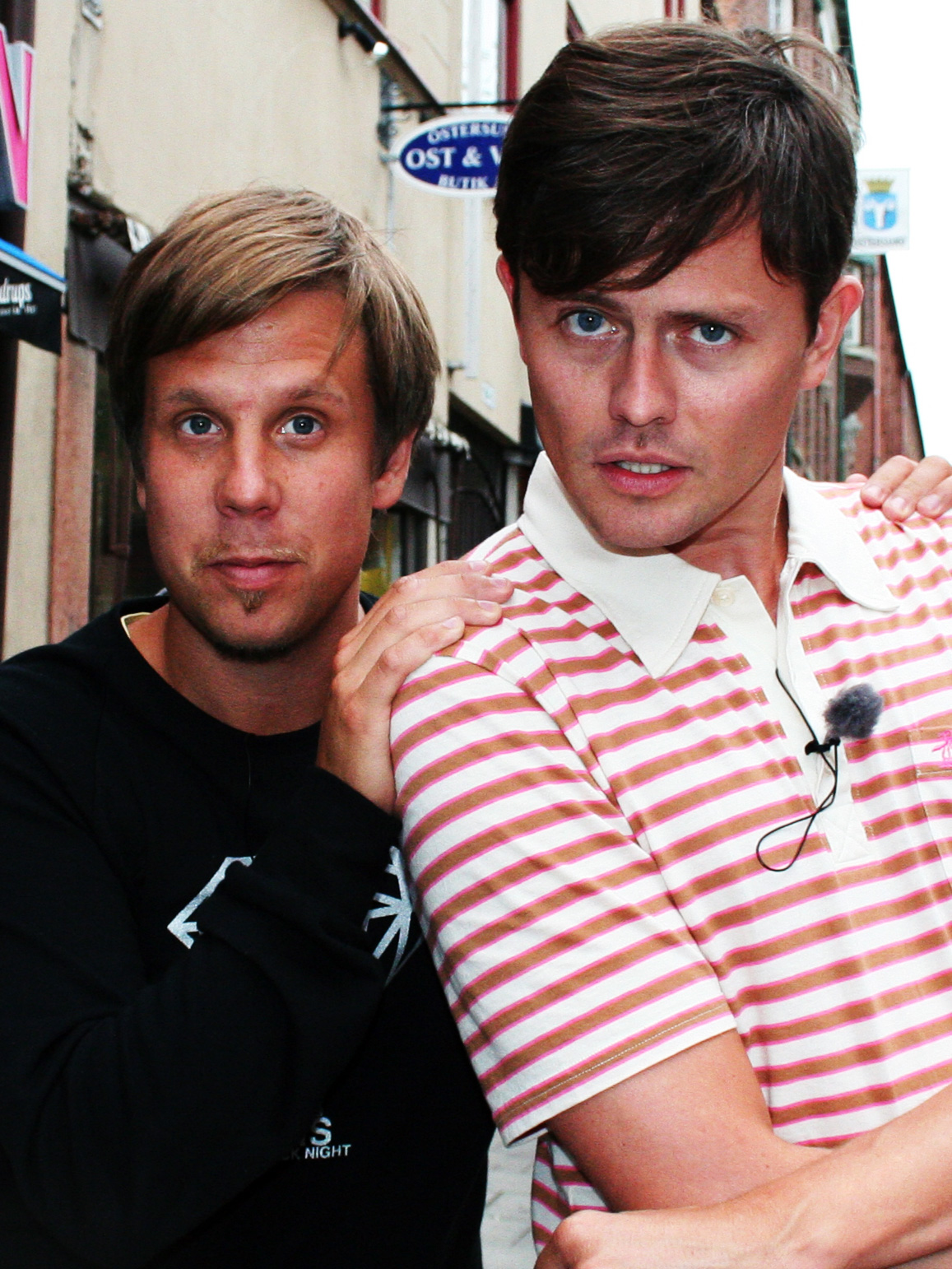
Filip och Fredrik 2009.

Filip Hammar, som är son till lärarna Lars och Tiina Hammar, växte upp i Köping. Hans mor kommer från Estland och hans far från Tomelilla. Han är bror till Linda Hammar som medverkar i I en annan del av Köping och  Välkommen till Köping. Filip Hammars far är kusin till politikern Bo Hammar. Hammar gick på Karlbergsskolan i årskurs 1-9 och sedan på Ullvigymnasiet, där han gick ut samhällsvetenskaplig linje 1994. Under värnplikten var han reporter på Värnpliktsnytt men skulle ursprungligen göra sin tjänst i Boden. Han fick tipset av en kollega på Bärgslagsbladet i Köping att söka till Värnpliktsnytt som blev Hammars första kontakt med Stockholm och en journalistskola där han fick ta plats och skriva om riktiga nyheter. Hammar var därefter nöjesreporter på Aftonbladet 1996–1999 och frilans på Café 1999.

### Filip och Fredrik
Filip Hammar mötte journalisten Fredrik Wikingsson på Aftonbladet sommaren 1996 där de båda arbetade som skribenter. Efter en Rebecka Törnqvist-konsert blev de vänner. De genomförde, tillsammans med Anders Pihlblad, sin första gemensamma USA-resa i december 1996. TV-debuten kom genom programmet Hello Sydney (2000). Genombrottet kom dock med hans och Fredriks eget tv-program Ursäkta röran (Vi bygger om) som sändes 2002 i TV4. Programmet stoppades efter bara fyra program på grund av anmälningar till granskningsnämnden. Efter Ursäkta röran skapade Filip och Fredrik programmet Öppna dagar (Öppna Kanalen, Stockholm). Radarparet fick ännu större kändisskap 2003 då High Chaparall för första gången sändes i TV. De vann 2006 tre Kristallen-priser och var sommaren 2007 sommarpratare i Sommar i P1 där de berättade om sin första USA-resa tillsammans som väckte en kärlek till landet och även en djup vänskap dem emellan. Under 2009 tillbringade Filip och Fredrik ett drygt halvår i New York där de tillsammans med produktionsbolaget Stockholm-Köpenhamns grundare Henrik Bastin producerade och ledde det direktsända tv-programmet Söndagsparty med Filip & Fredrik.
Under hösten 2012 startade Filip och Fredrik det egna produktionsbolaget Nexiko Media. 2013 var Hammar återigen värd för programmet Sommar i P1 men denna gång på egen hand. Filip vann med Fredrik Kristallen 2016 som årets manliga programledare.

### Privatliv
2008 gifte sig Hammar med bloggaren Jennie Carlzon i Frankrike. I december 2009 flyttade paret till Los Angeles där han tillsammans med producenten Henrik Bastin driver produktionsbolaget Stockholm-Köpenhamn. Hammar bor i stadsdelen Los Feliz. Hösten 2016 separerade paret.
Hammar uppgav i sin podcast i maj 2013 att han lider av bipolär sjukdom. Hammar har även uppgett att han diagnosticerats med ADHD.
Sedan 2018 är Hammar sambo med Agnes Lindström Bolmgren.
Filip Hammar har konverterat till katolicismen.

## Produktioner

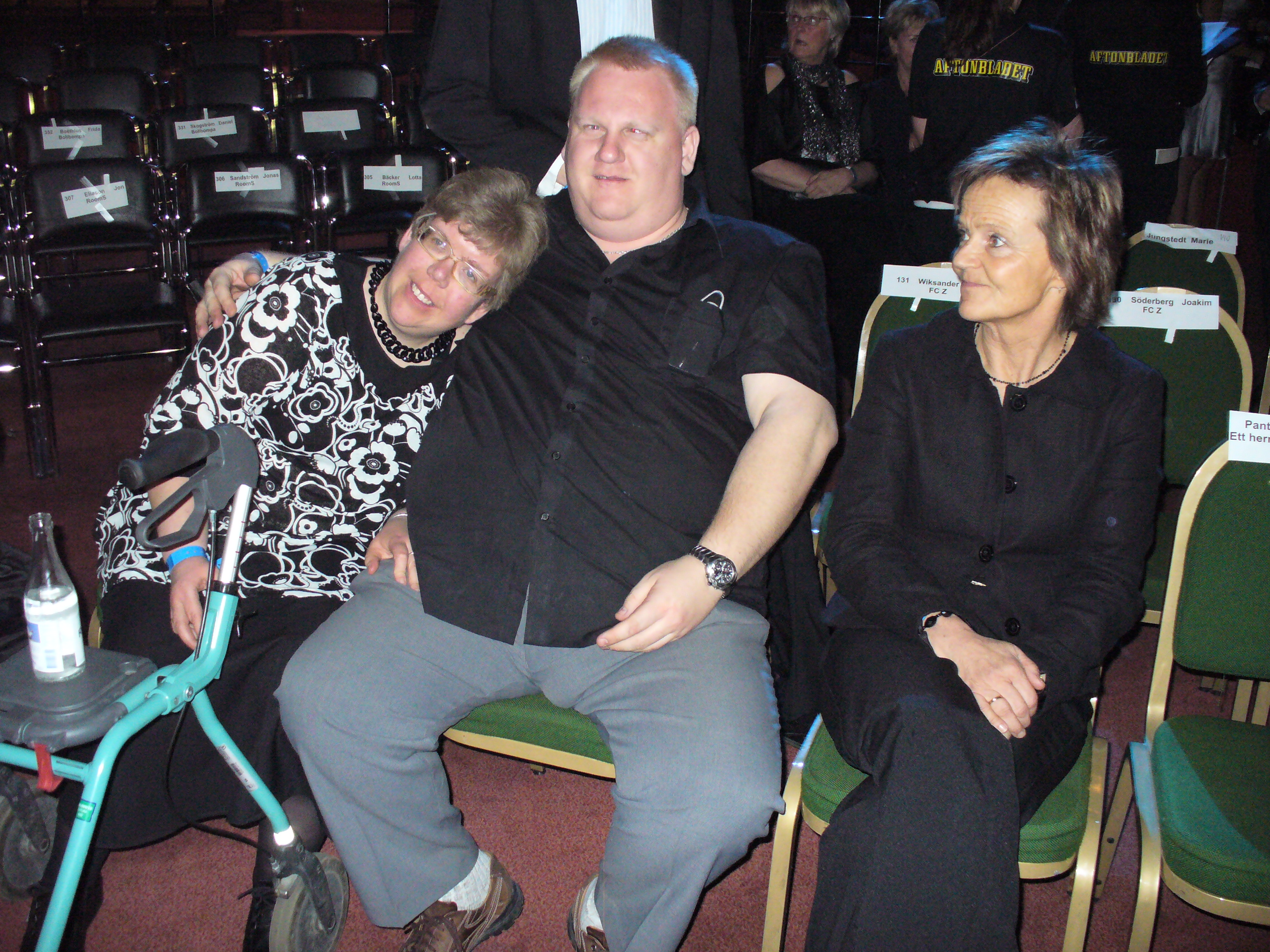
Filip Hammars syster Linda Hammar till vänster.

### TV-program som programledare
- Ursäkta röran (Vi bygger om) (2002)
- Öppna dagar (2003)
- High Chaparall (2003-2008)
- 100 höjdare!!! (2004-2008)
- Grattis Världen (2005)
- Ett herrans liv (2006-2007)
- Myggan (2007-2008)
- Boston Tea Party (2007-2010)
- Vem kan slå Filip & Fredrik? (2008)
- Racet till Vita Huset (2008)
- Söndagsparty med Filip & Fredrik (2009)
- Lite sällskap (2010)
- Nittileaks (2011)
- Breaking News med Filip och Fredrik (2011-2013, 2015-2018)
- Får vi följa med? (2012)
- Hissen (2013)
- Nugammalt (2013)
- La Bamba (2014)
- Ska vi göra slut? (2014)
- Jorden runt på 6 steg (2015-2016)
- Filip & Fredrik i Trumpland (2016)
- Alla mot alla med Filip och Fredrik (2019-)

### Egna filmer
- Trevligt folk (2015)
- Tårtgeneralen (2018)
- Den sista resan (2024)

### Medverkande i TV
- Hello Sydney (2000)
- Sen kväll med Luuk (gäst) (2003)
- Robins (2007)
- Sverige dansar och ler (2007)
- I en annan del av Köping (2007-)
- På spåret (tävlande) (2007-)